# Pentax 645D
Pentax 645D je srednjeformatni digitalni fotoaparat. Fotoaparat je predstavljen 11. ožujka 2010. godine. Fotoparat karakterizira CCD senzor formata 44x33mm s 40 megapiksela. Tijelo fotoaparata zabrtvljeno je tako da je otporno na kišu, prašinu i temperature do - 10°C. U fotoaparat je ugrađen sustav za fokusiranje i mjerenje svjetla koji se nalazi u Pentax K-5.
Pentax 645D je direktan nasljednik Pentax 645NII srednjeformatnog aparata koji je rabio film formata 120 i 220. Sam senzor u 645D je manji od punog 645 formata koji ima negativ veličine 56x41,5mm. Rezultat toga je da srednjeformatni objektivi kada se upotrebljavaju s 645D imaju 1.25 puta manje vidno polje. Ispred senzora nije postavljen low-pass filter što omogućuje fotografije velike oštrine.
Fotoaparat je kompatibilan za rad s postojećim objektivima za Pentax 645 bajonet i Pentax 67 bajonet s odgovarajućim prilagodnikom (adapterom).

## Tehničke specifikacije
| Vrsta fotoaparata          | Digitalni SLR srednjeg formata                                                                          |
| Senzor                     | CCD 44x33mm CMOS                                                                                        |
| Maksimalna rezolucija      | 40 megapiksela (7264x5440px)                                                                            |
| Video mogućnosti           | ne postoje                                                                                              |
| Brzina rafalnog okidanja   | 1.1 slika u sekundi                                                                                     |
| Bajonet                    | Pentax 645 AF2 podržava rad sa starijim 645 objektivima uz neka ograničenja                             |
| Bljeskalica                | Moguće je koristiti vanjske bljeskalice preko hot-shoe ili PC Sync utičnice                             |
| Brzina zatvarača           | 30 - 1/3000 s, bulb                                                                                     |
| Svjetlomjer                | TTL 77 segmenata s mogućnošću izbora načina mjerenja svjetla (ukupan prizor, prosjek sredine, točkasto) |
| Tražilo                    | Trapezoidna prizma koja pokriva 98% vidnog polja uz povećanje od 0,62x                                  |
| Ekran                      | 3" s 921 000 točaka, pomoćni ekran na gornjoj strani kućišta                                            |
| Mikrofon                   | nije ugrađen                                                                                            |
| Memorija                   | SD, SDHC, SDXC dvostruki utor                                                                           |
| Izlazni format fotografija | PEF, DNG i JPG                                                                                          |
| Baterija                   | Litij-ionska D-LI90 punjive ili 6xAA baterije                                                           |
| Ostale karakteristike      | Ugrađena elektronička libela Podesiva razina uklanjanja šuma Zabrtvljen protiv prodora vode i prašine   |
| Težina                     | 750 grama s baterijom, 670 grama bez                                                                    |